# Каразаев, Юрий Николаевич
Юрий Николаевич Каразаев (род. 31 января 1949 года) — заслуженный тренер СССР, тренер сборной России по подводному спорту.

## Карьера
Ю. Н. Каразаев является одним из самых титулованных советских спортсменов, занимавшихся подводным ориентированием. Мастер спорта по плаванию.
После окончания карьеры стал тренером.
Среди его воспитанников: Анастасия Глухих, Сергей Ахапов, Наталья Музыченко, Лариса Бутенко.
Является тренером сборной России по подводному спорту, профилируясь в подготовке мастеров апноэ. Также работает в новосибирском ДТД УМ «Юниор».
В 1972 году закончил Азербайджанский институт нефти и химии по специальности инженер-электрик.